# Hannah Cohoon

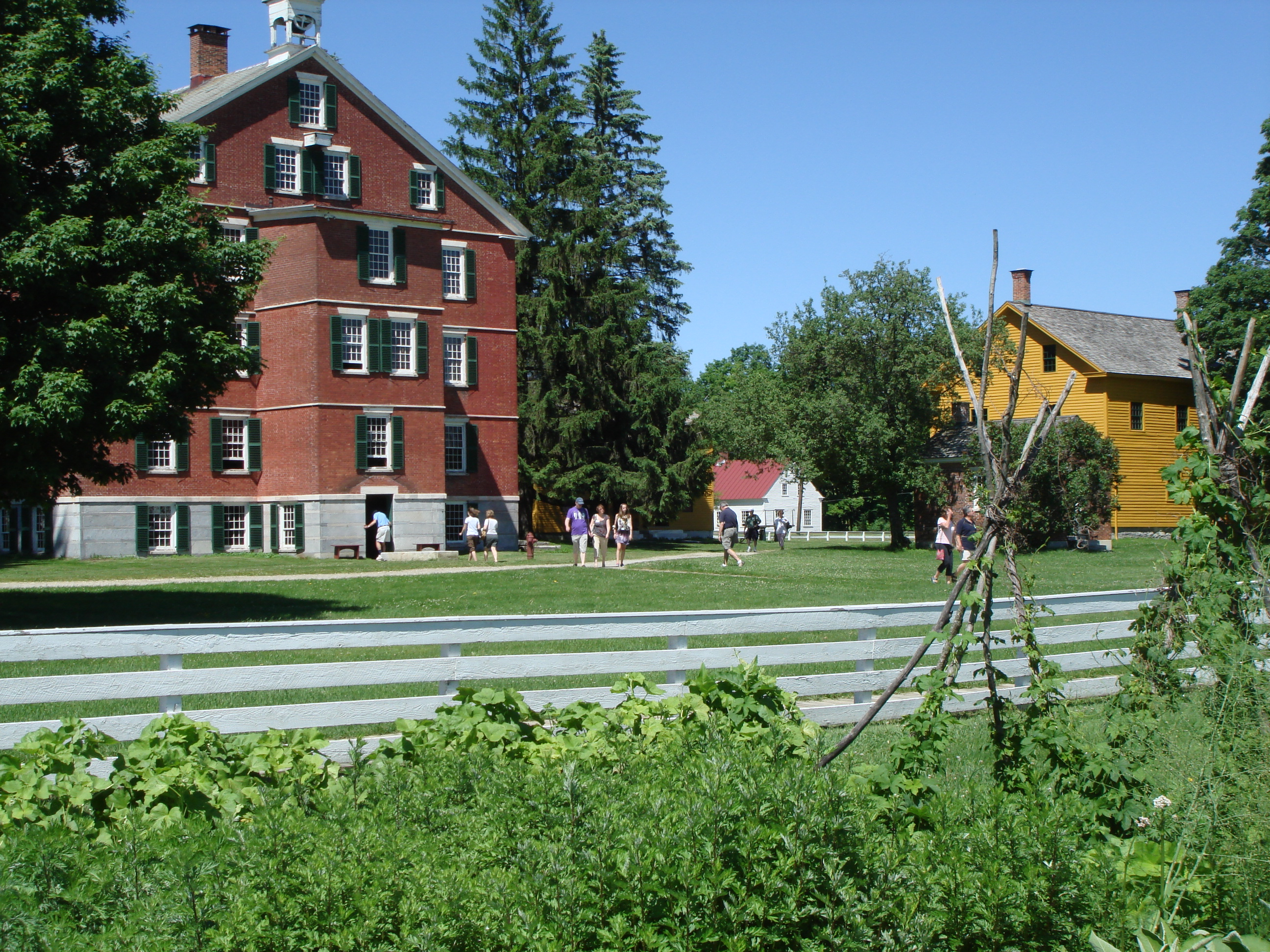
Hancock Shaker Village, Massachusetts

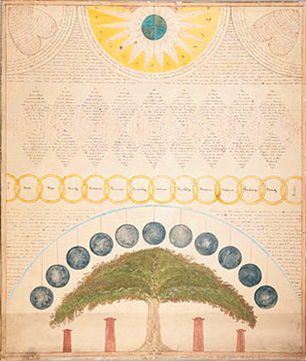
Artiste inconnu, Shaker cadeau de dessin, milieu du XIXe siècle.

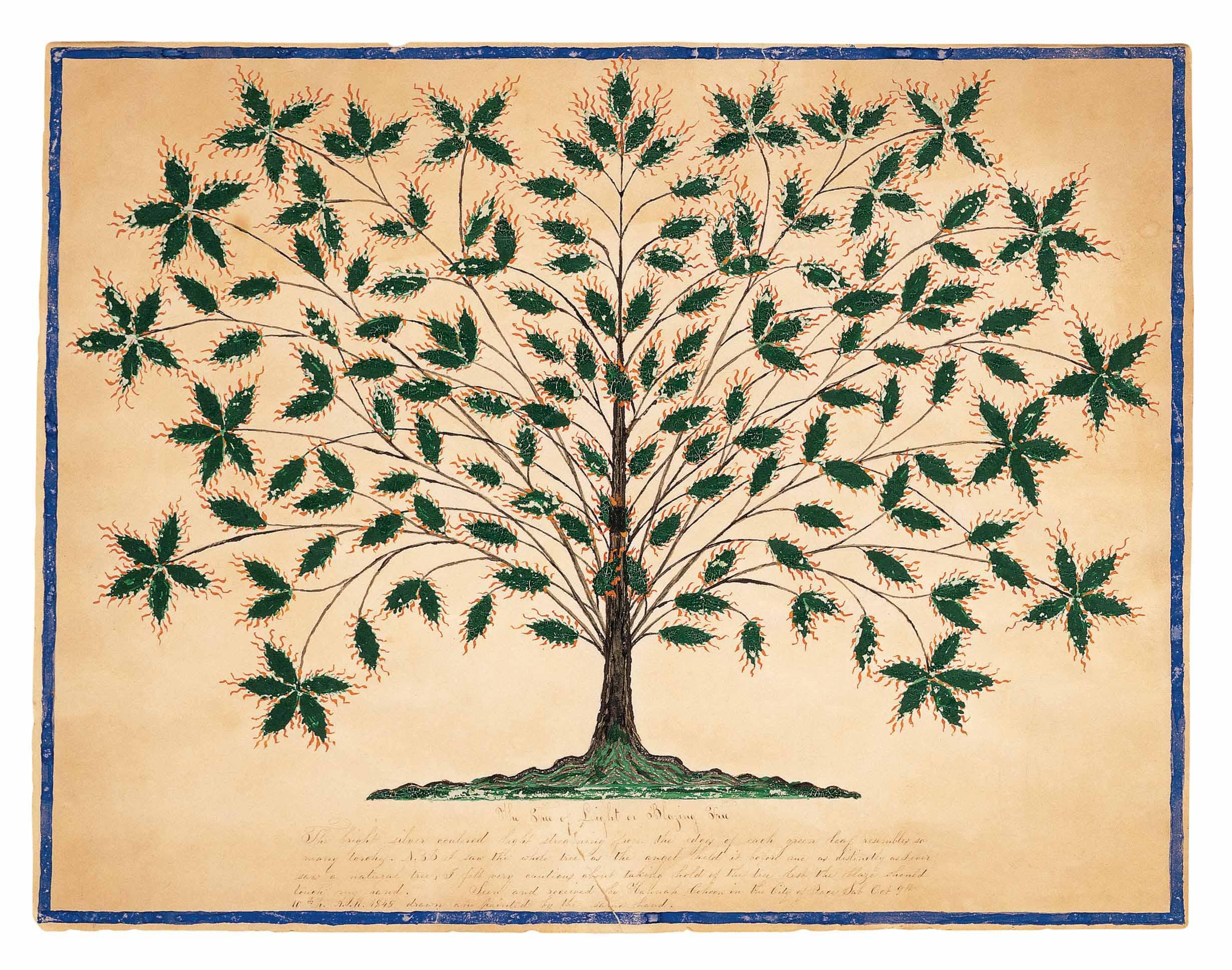
Hannah Cohoon, Arbre de la Vie ou des Arbres en feu, 1845

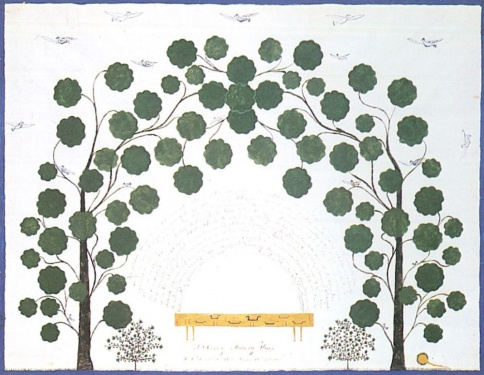
Hannah Cohoon, Une Charmille de Mûriers, 1854

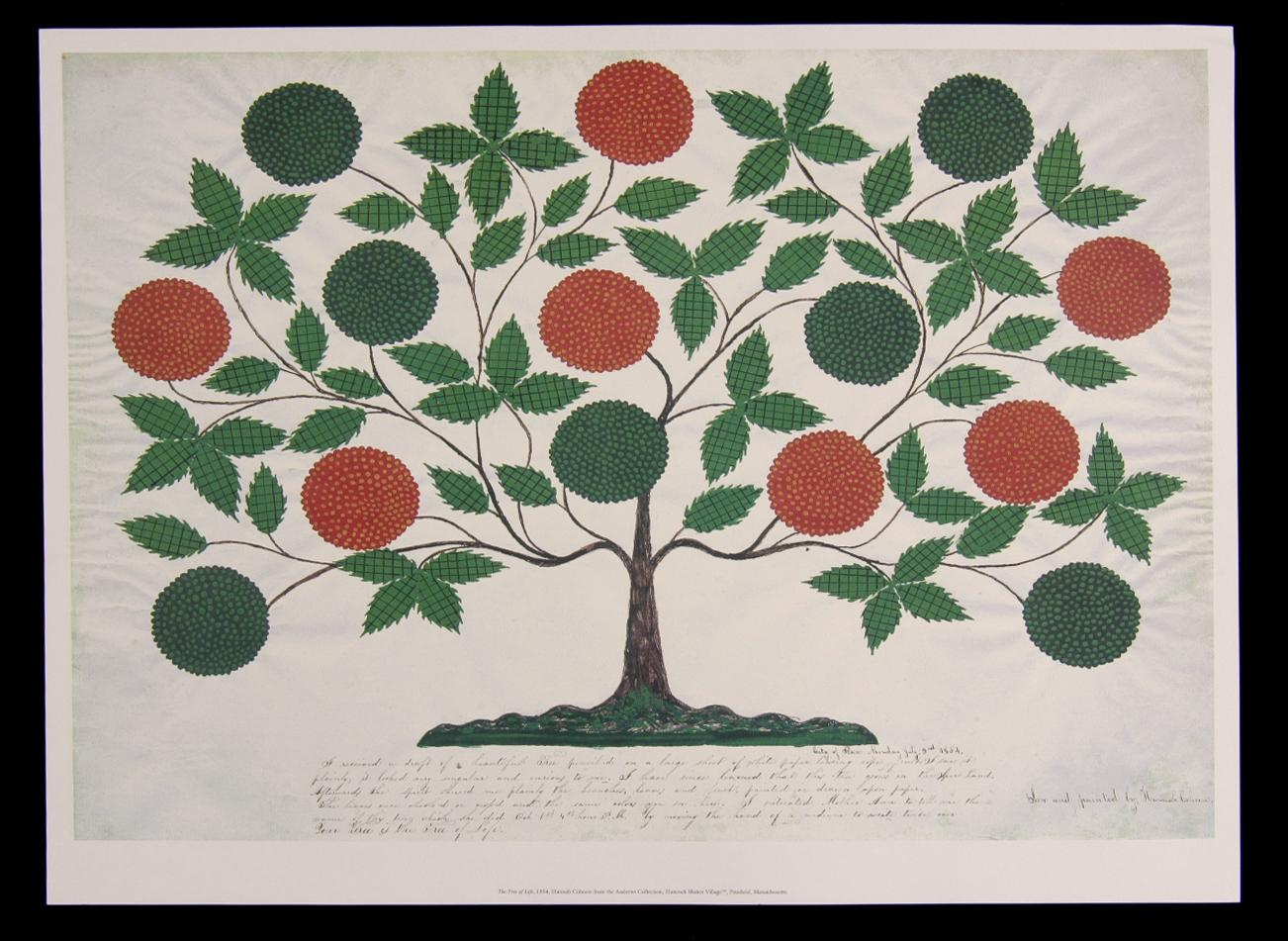
Hannah Cohoon, L'Arbre de Vie, 1854

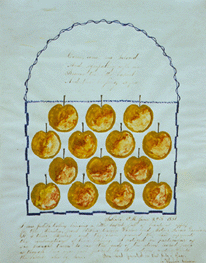
Hannah Cohoon, Un Petit Panier Plein de Belles Pommes, 1856

Hannah Cohoon, née le 1er février 1788 et morte le 7 janvier 1864, est une peintre américaine née à Williamstown, Massachusetts.

## Contexte
Cohoon est devenue membre du Hancock Shaker Village (en) et a fait des « dessins de cadeaux » qui racontent les visites spirituelles reçues pendant l'ère des manifestations auxquelles les Shakers ont été confrontés au milieu du XIXe siècle. Peu commun pour les dessins de cadeaux Shaker, elle signe ses dessins, de sorte que les œuvres lui sont attribuées. Cohoon avait un style unique qui était plus abstrait, simple et personnel. Elle a utilisé des techniques d’impasto pour créer des textures dans les dessins.

## Biographie
Hannah Harrison, l'une des trois filles nées de Noah B. Harrison (1759-1789) et Huldah Bacon Harrison (1763-1809), est née à Williamstown, Massachusetts le 1er février 1788. Noah Harrison avait été un garçon batteur de 18 ans pendant la Guerre d'indépendance des États-Unis en juin et juillet 1777. En 1780, il fut soldat pour une compagnie du Berkshire, Massachusetts, pendant la guerre. Il est mort l'année suivant la naissance d'Hannah,,.
Les sœurs d'Hannah sont Lois et Polly, nées respectivement en 1784 et 1785.
Hannah avait un fils nommé Harrison et une fille nommée Mariah. Elle est devenue membre de la communauté Hancock Shaker le 15 mars 1817, alors qu'elle avait 29 ans, Harrison 5 ans et Mariah 3 ans. Elle y a signé l'alliance en 1823. En 1843, elle signe le Sacré Rouleau. Son nom de famille pour les œuvres d'art au milieu des années 1800 était Cohoon,.

## Œuvres

### Contexte
Une période appelée l'ère des Manifestations entre 1837 et les années 1850 a représenté un changement spirituel majeur au sein de la communauté Shaker où les « croyants » recevaient régulièrement des visions spirituelles qui étaient révélées par le chant, les dessins et les danses. Les gens qui ont reçu les visions étaient appelés « instruments »,.
« Les fondateurs et premiers dirigeants de Shaker avaient souvent prêché au sujet des trésors célestes qu'il fallait désirer. Jamais auparavant, cependant, les Shakers n'avaient osé imaginer ces trésors célestes. Jamais auparavant les croyants n'avaient vu avec leurs yeux la ressemblance formelle étroite entre les choses de l'éternité et les choses du temps. Le sujet et la forme des images des instruments étaient interdits depuis de nombreuses années comme une menace à la pureté de la secte. Mais un contenu céleste tempérait et rendait utile cet art potentiellement radical. » - Spiritual Spectacles: Vision and Image in Mid-Nineteenth-Century Shakerism..
L'expérience profonde a permis aux Shakers d'exprimer les « dons » reçus de l'Esprit dans des dessins, des messages et des chants. Sur les quelque 200 dessins de cadeaux qui ont survécu, la plupart ont été réalisés par des femmes qui vivaient au Hancock Shaker Village, au Massachusetts ou au Liban, à New York. Un exemple est Gift Drawing: A Reward of True Faithfulness from Mother Lucy to Eleanor Potter de Polly Ann (Jane) Reed (1818-1881). Appelées "dessins de cadeaux", les œuvres étaient basées sur des messages merveilleux qu'ils recevaient lors de visites spirituelles,. Ils ont été réalisés avec une "précision soignée" à l'aquarelle ou à l'encre transparente. Ils comprenaient généralement de nombreux petits emblèmes,, considérés comme "sauvagement extravagants selon les standards de Shaker", tels que coffres au trésor, manoirs célestes, chars dorés, fleurs et fruits et comprenaient des messages écrits d'amitié ou de révérence,, avec des subtilités calligraphiques, ressemblant à de la dentelle fine. Généralement, les œuvres n'étaient pas signées par l'artiste,.
Cohoon, Polly Collins et Joseph Wicker étaient les artistes clés de la communauté Shaker. L'ère des manifestations prit fin lorsque les membres de la communauté Shaker furent embarrassés par "les excès émotionnels et les expressions mystiques de cette période".

### Œuvres connues
Cohoon commence à créer ses dessins et son art en 1845. Elle a adopté une approche unique pour ses dessins par rapport à d'autres œuvres de Shaker. Elle utilisait de la peinture épaisse dans des couleurs primaires ou secondaires qui créaient une texture impasto, en utilisant des coups de pinceau audacieux et expressifs. Ses compositions étaient dédiées à un seul objet ou à une seule scène avec des motifs géométriques. Plutôt que des messages destinés à d'autres, elle écrivait directement des expériences visionnaires et signe ses œuvres,.
Cohoon est surtout connue pour ses dessins spirituels avec des arbres :
- The Tree of Life or Blazing Tree, 1845[1]
- The Tree of Life, 1854[1]
- A Bower of Mulberry Trees, 1854[1]est le résultat de la vision de Cohoon d'une fête de gâteaux par les aînés Shaker sous les mûriers[16]. La représentation de la longue table dans le dessin représente les fêtes saintes tenues lors des réunions biennales et la présence des colombes au-dessus de la tête représente les bénédictions que le croyant vivrait au ciel[17]. Germaine Greer, auteure de The Obstacle Race: The Fortunes of Women Painters and Their Work, a comparé le dessin de Cohoon à l'art primitif des artistes catholiques d'un "paradis terrestre avec des arbres en fleurs et fruitières"[16].

"Figure de proue de l'ère des manifestations spirituelles", Joseph Wicker (1789-1852), un ancien de la communauté Shaker, a créé en 1844 un dessin d'un arbre qui a pu être inspiré des images d'arbres d'Hannah.
Cohoon a décrit comment la vision lui est venue pour créer le dessin de Tree of Life :
« J'ai reçu un brouillon d'un beau Arbre sur une grande feuille de papier blanc ordinaire portant des fruits mûrs. Je l'ai vu clairement, il me paraissait très singulier et curieux. J'ai depuis appris que cet arbre pousse dans la Terre de l'Esprit. Ensuite, l'Esprit m' a montré clairement les branches, les feuilles et les fruits, peints ou dessinés sur papier. Les feuilles étaient quadrillées ou croisées et les mêmes couleurs que celles que vous voyez ici. J'ai supplié Mother Ann de me dire le nom de cet arbre qu'elle a fait le 1er octobre à la 4e heure du soir en déplaçant la main d'un médium pour écrire deux fois sur Ton Arbre est l'Arbre de Vie ».
L'arbre de vie est devenu une icône pour représenter Shakers. En 1996, une autre peinture attribuée à Cohoon a été estimée entre 250 000 $ et 350 000 $ avant la vente à Sotheby' s. Le tableau, un peu semblable et portant le même nom que "Arbre de lumière ou arbre flamboyant", est estimé à sept fois la quantité record d'un dessin de Shaker. Il a été vendu à Sotheby's pour la somme de 299 500 $ au Museum of American Folk Art en janvier 1997.
Elle a également fait A Little Basket Full of Beautiful Apples en 1856. Adam Gopnik a écrit dans son article "Shining Tree of Life" pour The New Yorker que le dessin est "parmi les dessins clés de l'art américain, avec un sens tonique de l'abondance - toutes les pommes se ressemblent, chacune avec son frottement de rouge, comme le rougissement appliqué par une adolescente- alliée à un ordre obsessionnel".
Cohoon est surtout connu comme créatrice de dessins de dons, en particulier pour The Tree of Life. Elle est surtout connue pour ses peintures, mais elle compose aussi de la musique.

## Mort et héritage
Hannah Harrison Cohoon est décédée à Hancock, au Massachusetts, le 7 janvier 1864 et est inhumée dans le cimetière familial de l'Église.
Soeur Alice Smith, du Hancock Shaker Village, a offert quatre dessins à  Faith et Edward Deming Andrews (en), historiens Shakers, en 1931. Les Andrews ont organisé une exposition au Whitney Museum of American Art en 1935. Une image de Tree of Life de Cohoon apparaît dans un article paru en décembre 1945 dans le magazine Antiques d'Edward Deming Andrews. Les Andrews ont utilisé l'image pour les couvertures de Visions of Heavenly Sphere et Fruits of the Shaker Tree of Life en 1969 et en 1975. Le Hancock Shaker Village est devenu un musée en 1960 et, quelque temps après, les Andrews ont vendu au musée les dessins de Cohoon et d'autres dessins de dons,.
Son Tree of Life, a été utilisé en 1974 pour une carte postale de Noël de l'UNICEF afin de collecter des fonds pour l'organisation. En 1980, le Whitney Museum of Art a exposé quatre dessins de Cohoon dans l'exposition "American Folk Painters of Three Centuries". Ses œuvres ont été exposées à l'exposition "Shaker - Masterworks of Utilitarian Design" à la Katonah Gallery, New York en 1983.
Le directeur de l'American Folk Art Museum à New York, Gerard C. Wertkin, a déclaré que Cohoon est « considéré comme l'artiste Shaker de premier plan » et que ses œuvres sont « devenues des icônes de la culture matérielle Shaker ».